# 阿罗埃拉斯
阿罗埃拉斯是巴西帕拉伊巴州的一个市镇。总面积374.674平方公里，总人口19118人，人口密度51人/平方公里。